# Witt Weiden

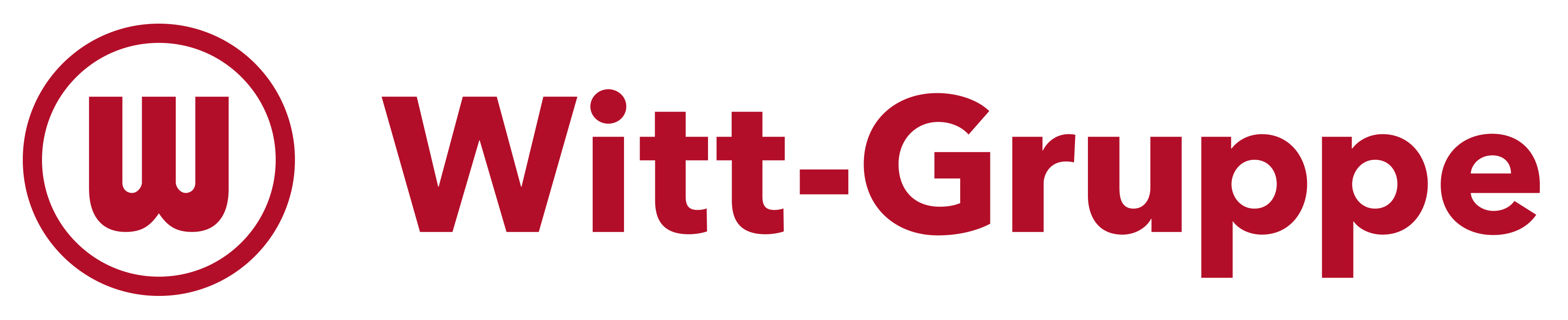

Josef Witt GmbH (Witt-Gruppe) es una empresa dedicada a la venta por catálogo, cuya sede se encuentra en Weiden, Alemania. La compañía es una filial de Otto Group. La marca más antigua y conocida de Witt-Gruppe es Witt Weiden.

## Historia

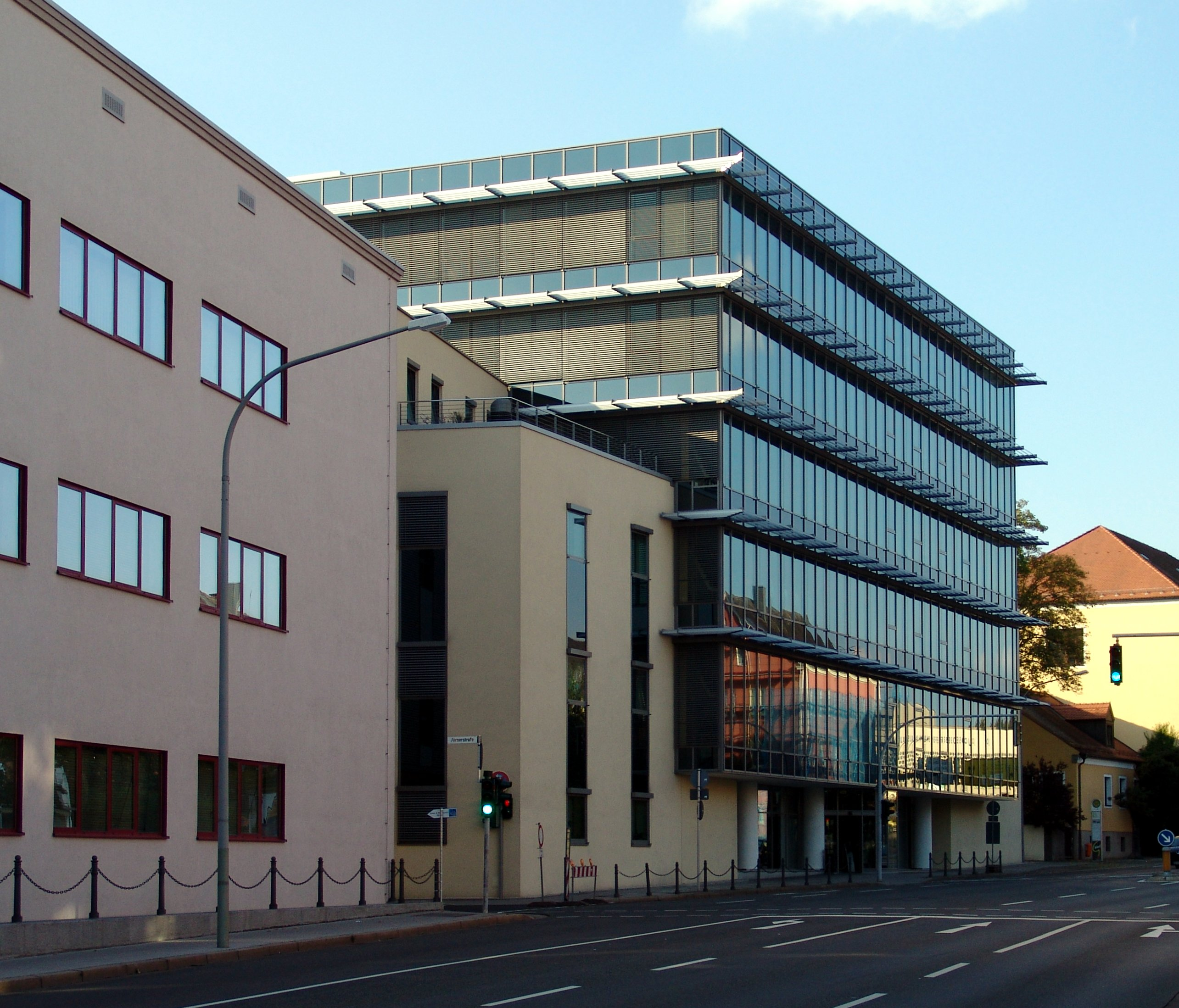
Witt

La compañía es la compañía más antigua en este sector. Fue fundada en 1907 por Josef Witt (1884-1954), considerado un pionero en la distribución postal de mercancías en Alemania.
Después de 1930 la empresa creció mucho, tenía 5000 empleado y, las ventas alcanzaron los 86 millones de reichsmark. Tras de la muerte de Josef Witt, su esposa Monika se hizo cargo de las operaciones comerciales desde 1954 hasta 1958, cuando su hijo, Josef Witt júnior, se puso al frente de la empresa. Debido a una crisis de ventas en 1980, Otto Group compró la compañía.
La compañía tuvo un volumen de negocios anual de 1,231 mil millones de euros en el año fiscal 2021-2022.
La empresa comprende once marcas y vende sus productos en diez países de todo el mundo. La marca más antigua y conocida de Witt-Gruppe es Witt Weiden.
Thomas Witt, el nieto de Josef Witt, fundó el Museum Witt de Munich. La familia Witt no tiene ningún interés financiero en Witt Weiden.